# Yang Zhaoxuan
Yang Zhaoxuan (chino: 杨钊煊; pinyin: Yáng Zhāoxuān; nació el 11 de febrero de 1995) es una jugadora de tenis china.
Desde 2017 se ha especializado en jugar la disciplina de dobles y hasta la fecha ha logrado levantar 4 títulos a nivel WTA. Además, Yang ha ganado cuatro títulos individuales y 11 de dobles en el circuito ITF.
En agosto de 2018, alcanzó su mejor ranking histórico en dobles, llegando al top 20 por primera vez (20.ª). El 16 de enero de 2023, alcanzó su mejor ranking en sencillos el número 10 del mundo. 

## Títulos WTA (7; 0+7)

### Dobles (7)
| Leyenda                                |
| -------------------------------------- |
| Grand Slam (0)                         |
| Juegos Olímpicos (0)                   |
| WTA Finals (0)                         |
| WTA Elite Trophy (0)                   |
| P. Mandatory & Premier 5, WTA 1000 (1) |
| Premier, WTA 500 (2)                   |
| International, WTA 250 (4)             |

| N.º | Fecha                    | Torneos               | Superficie    | Pareja                  | Oponentes en la final           | Resultado        |
| --- | ------------------------ | --------------------- | ------------- | ----------------------- | ------------------------------- | ---------------- |
| 1.  | 6 de marzo de 2016       | Kuala Lumpur          | Dura          | Varatchaya Wongteanchai | Chen Liang Yafan Wang           | 4-6, 6-4, [10-7] |
| 2.  | 16 de septiembre de 2017 | Tokio (International) | Dura          | Shuko Aoyama            | Monique Adamczak Storm Sanders  | 6-0, 2-6, [10-5] |
| 3.  | 24 de febrero de 2018    | Dubái                 | Dura          | Hao-Ching Chan          | Su-Wei Hsieh Shuai Peng         | 4-6, 6-2, [10-6] |
| 4.  | 5 de enero de 2019       | Shenzhen              | Dura          | Shuai Peng              | Yingying Duan Renata Voráčová   | 6-4, 6-3         |
| 5.  | 19 de marzo de 2022      | Indian Wells          | Dura          | Xu Yifan                | Asia Muhammad Ena Shibahara     | 7-5, 7-6(4)      |
| 6.  | 7 de agosto de 2022      | San José              | Dura          | Xu Yifan                | Shuko Aoyama Hao-Ching Chan     | 7-5, 6-0         |
| 7.  | 27 de mayo de 2023       | Estrasburgo           | Tierra batida | Xu Yifan                | Desirae Krawczyk Giuliana Olmos | 6-3, 6-2         |

#### Finalista (8)
| N.º | Fecha                    | Torneos          | Superficie    | Pareja             | Oponentes en la final            | Resultado           |
| --- | ------------------------ | ---------------- | ------------- | ------------------ | -------------------------------- | ------------------- |
| 1.  | 12 de junio de 2016      | Nottingham       | Hierba        | Gabriela Dabrowski | Andrea Hlaváčková Shuai Peng     | 5-7, 6-3, [7-10]    |
| 2.  | 24 de septiembre de 2016 | Tokio (Pacífico) | Dura          | Chen Liang         | Sania Mirza Barbora Strýcová     | 1-6, 1-6            |
| 3.  | 6 de noviembre de 2016   | Elite Trophy     | Dura (i)      | Xiaodi You         | İpek Soylu Xu Yifan              | 4-6, 6-3, [7-10]    |
| 4.  | 14 de enero de 2017      | Hobart           | Dura          | Gabriela Dabrowski | Ioana Raluca Olaru Olga Savchuk  | 6-0, 4-6, [5-10]    |
| 5.  | 30 de septiembre de 2017 | Wuhan            | Dura          | Shuko Aoyama       | Yung-Jan Chan Martina Hingis     | 6-7(5), 6-3, [4-10] |
| 6.  | 27 de octubre de 2019    | Elite Trophy     | Dura (i)      | Yingying Duan      | Lyudmyla Kichenok Andreja Klepač | 3-6, 3-6            |
| 7.  | 13 de marzo de 2021      | Dubái            | Dura          | Xu Yifan           | Alexa Guarachi Darija Jurak      | 0-6, 3-6            |
| 8.  | 29 de mayo de 2021       | Estrasburgo      | Tierra batida | Makoto Ninomiya    | Alexa Guarachi Desirae Krawczyk  | 2-6, 3-6            |

## Títulos WTA125s

### Dobles (0)

#### Finalista (1)
| N.º | Fecha                   | Torneos | Superficie | Pareja                  | Oponentes             | Resultado |
| --- | ----------------------- | ------- | ---------- | ----------------------- | --------------------- | --------- |
| 1.  | 15 de noviembre de 2012 | Hua Hin | Dura       | Varatchaya Wongteanchai | Liang Chen Wang Yafan | 3–6, 4–6  |